# Pierre Méré
 (avril 2012).
Pour les articles homonymes, voir Méré.
Pierre Méré (1912-1996) est un réalisateur, scénariste, dialoguiste, directeur de la photographie et acteur français.

## Biographie
Né le 22 septembre 1912 dans le 17e arrondissement de Paris, Pierre Méré est le fils du dramaturge, réalisateur et scénariste français Charles Méré. Après des études secondaires au lycée Rollin (devenu Jacques Decour après la guerre), il commence sa carrière cinématographique comme directeur de la photographie, puis assistant réalisateur dans les années 1930. Ce n'est qu'après la Seconde Guerre mondiale qu'il commence sa carrière comme réalisateur, scénariste, dialoguiste et acteur. Il met fin à sa carrière dans le cinéma en 1958, et entre dans le monde de la publicité, en particulier comme directeur de publicité à La Revue du son.
il a eu un fils Philippe, né en 1958.
Il prend sa retraite en 1981 et meurt le 31 octobre 1996 à Arnay-le-Duc (Côte-d'Or).

### La Seconde Guerre mondiale et la Résistance
Sergent de réserve au 5e régiment d'infanterie de ligne, il rejoint son corps le 27 août 1939. Lors de la Bataille de France, le régiment subit pendant trois jours – 9 au 11 juin 1940 – l'assaut de forces trois fois supérieures en nombre. Pierre Méré est fait prisonnier le 11 juin 1940 à Vieux-les-Asfeld (Ardennes) et fut emprisonné au Stalag XI B (Fallingbostel).
Il rejoint la résistance du camp, animée par Michel Cailliau, neveu du général de Gaulle. Rapatrié sanitaire le 3 mars 1943, il continue son action résistante au sein du Mouvement de résistance des prisonniers de guerre et déportés (MRPGD), qui deviendra le Mouvement national des prisonniers de guerre et déportés (MNPGD), et est une première fois interné à la prison Montluc du 19 août 1943 au 1er octobre 1943, en compagnie de Pierre Le Moign, futur Compagnon de la Libération. Relâché faute de preuve formelle, il est à nouveau arrêté le 23 juin 1944 au domicile de son père Charles, rue La Bruyère dans le 9e arrondissement de Paris.
Classé NN (Nuit et brouillard - Nacht und Nebel), il est interné à Compiègne, monte le 25 août 1944 dans le dernier convoi à destination de Buchenwald, mais réussit à s'évader du convoi, franchit les lignes allemandes et rejoint Paris le 26 août 1944[réf. nécessaire].
Il est membre du « Comité de Libération du Cinéma Français », en tant qu'assistant réalisateur. Il fonde et préside l'« Amicale des Prisonniers de guerre et Déportés Politiques du Cinéma » qui s'occupe de trouver des emplois et des subsides à ceux qui reviennent des camps.

## Filmographie

### Directeur de la photographie
- 1937 : Regain de Marcel Pagnol
- 1938 : Métropolitain de Maurice Cam
- 1938 : Le Paradis de Satan de Jean Delannoy et Félix Gandera
- 1939 : Macao, l'enfer du jeu de Jean Delannoy
- 1939 : L'Étrange nuit de Noël de Yvan Noé
- 1939 : Rappel immédiat de Léon Mathot

### Assistant réalisateur
- 1936 : César de Marcel Pagnol ;
- 1939 : L'Or du Cristobal de Jean Stelli et Jacques Becker
- 1939 : Le Chateau des 4 Obeses de Yvan Noé
- 1945 : Le Merle blanc de Jacques Houssin
- 1946 : Le Secret du Florida de Jacques Houssin
- 1948 : Scandale de René Le Hénaff
- 1955 : Alerte aux Canaries de André Roy

### Acteur
- 1947 : Les Aventures des Pieds-Nickelés de Marcel Aboulker
- 1949 : Le Trésor des Pieds-Nickelés de Marcel Aboulker

### Adaptation de Film
- 1955 : Boulevard du Crime de René Gaveau

### Scénariste
- 1947 : Les Aventures des Pieds-Nickelés de Marcel Aboulker
- 1949 : Le Trésor des Pieds-Nickelés de Marcel Aboulker
- 1950 : La nuit s'achève de Pierre Méré
- 1951 : Fortuné de Marseille de Pierre Méré et Henri Lepage
- 1955 : Boulevard du crime de René Gaveau
- 1955 : Impasse des vertus de Pierre Méré
- 1957 : La Blonde des tropiques de André Roy

### Réalisateur
- 1950 : La nuit s'achève
- 1951 : Fortuné de Marseille Coréalisateur avec Henri Lepage
- 1954 : Crime au concert Mayol
- 1955 : Impasse des vertus

## Distinctions

### Décorations
- Chevalier de la Légion d'honneur
- Croix de guerre 1939–1945
- Insigne des blessés militaires
- Médaille des évadés
- Croix du combattant volontaire de la guerre de 1939–1945
- Croix du combattant volontaire de la Résistance
- Médaille de la déportation pour faits de Résistance